# أبطال المدينة
أبطال المدينة (بالإنجليزية: Heroes of the City)‏ مسلسل كرتوني سويدي مُحرَك حاسوبياً عرض لأول مره في 1 يونيو 2012 واستمر حتى 2014. تمت دبلجة المسلسل للغة العربية بواسطة مركز الزهرة وعرض على قناة سبيس تون في 2014.

## الممثلون

### الجزء الأول
- عادل أبو حسون - غراب، المختار، وليد
- إياس أبو غزالة - شريف
- أيمن السالك - جرير، خليل
- رغدة الخطيب - خدمة الطوارئ، قطار
- رأفت بازو - حفار، ربيع، هاني، طارق، منير، ظريف، نزار
- مجد ظاظا - ظريفة (الصوت الأول)، فتون (الصوت الأول)
- نور أبو حسون - هيفاء (الصوت الأول)
- لينا ضوا - دريجة، عزة، حلا، منال
- سارة سكر - طونيا، شادية (الصوت الأول)
و
- مأمون الرفاعي - صلاح، رامي، صفر
- يحيى الكفري - سعيد، وسام
- مروان فرحات - شادي، فرفور، جمال

### الجزء الثاني
- عادل أبو حسون - غراب، المختار، وليد
- رغدة الخطيب - خدمة الطوارئ، قطار، شادية (غير مدرج)
- إياس أبو غزالة - شريف
- هلا صياصنة - هيفاء (الصوت الثاني)
- رأفت بازو - حفار، ربيع، هاني، طارق، منير، ظريف، نزار
- لينا ضوا - دريجة، عزة، حلا، منال، فتون (الصوت الثاني)، شادية (الصوت الثاني)
- رزان الحبش - ظريفة (الصوت الثاني)
و
- يحيى الكفري - سعيد، وسام
- أيمن السالك - جرير، خليل، شادي (الصوت الثاني) (غير مدرج)
- مأمون الرفاعي - صلاح، رامي، صفر، فرفور (غير مدرج)
- مروان فرحات - شادي (الصوت الأول)، فرفور (الصوت الأول)، جمال

## روابط خارجية
- أبطال المدينة على موقع IMDb (الإنجليزية)
- أبطال المدينة على موقع كينوبويسك (الروسية)
- أبطال المدينة على موقع قاعدة بيانات الفيلم (الإنجليزية)